# Anil Kumar Das

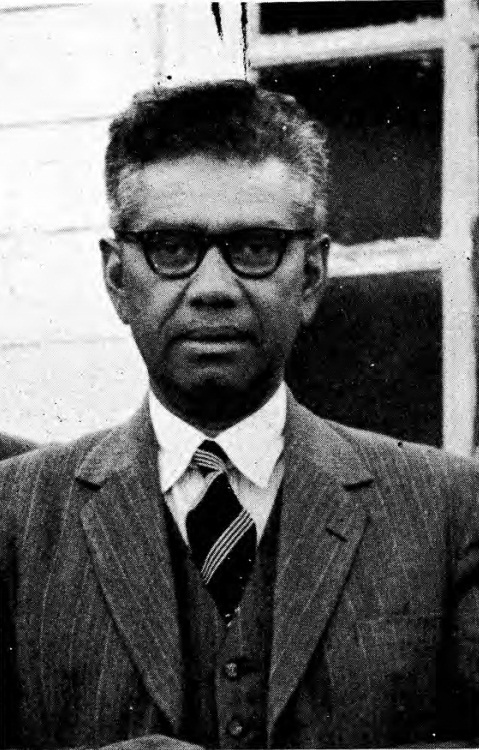
Anil Kumar Das

Anil Kumar Das (auch Amil Kumar Das geschrieben; * 1. Februar 1902 in Chinsura, Hugli, Westbengalen; † 18. Februar 1961) war ein indischer Astronom.

## Leben
Nach dem Master an der University of Calcutta studierte er Spektroskopie bei Charles Fabry an der Sorbonne in Paris. Nach seiner Promotion war er in Göttingen, wo er bei Max Born am Institut für Theoretische Physik und anschließend mit Gustav Angenheister am Geophysikalischen Institut arbeitete. Am 8. März 1930 ging er zum India Meteorological Department und blieb bis 1934. Im September 1934 ging er für ein knappes Jahr nach England und war für kurze Zeit am Solar Physics Observatory in Cambridge bei F. J. M. Stratton. Zurück in Indien arbeitete er in Agra als meteorologischer Assistent. 1937 ging er als stellvertretender Direktor zum Kodaikanal Solar Observatory und wurde 1946 dessen Direktor bis zu seiner Pensionierung 1960. Zuletzt war er am Nizamiah-Observatorium der Osmania University in Hyderabad, wo er nach kurzer Zeit starb.

## Auszeichnungen und Ehrungen
- 1935: Fellow der Royal Astronomical Society
- 1935: Fellow des National Institute of Sciences of India
- 1970: Namensgeber des Mondkraters Das[1]